# Frédérique Molay
Frédérique Molay, née à Paris le 15 février 1968, est une auteure française de romans policiers.

## Biographie
Frédérique Molay est diplômée de Sciences Po et d’un 3ème cycle MBA.
Elle signe en 1998 un premier thriller, Tueur d’innocence, aux Éditions de l’Armançon. Écrit à 20 ans, le roman est notamment remarqué par le magazine Lire et par Patrick Poivre d’Arvor dans son émission littéraire sur LCI.
Son deuxième roman, La 7e femme, obtient le Prix du Quai des Orfèvres 2007. Il remporte un succès d’estime – classé parmi « Les meilleurs romans 2007 – Spécial polar » par le magazine Lire. Le 30 novembre 2006, dans l’émission Laissez-vous tenter animée par Christophe Hondelatte sur RTL , Bernard Lehut déclare : « … je pense qu’on n’a pas d’inquiétude à avoir pour elle et pour le succès de ce Prix du Quai des Orfèvres. C’est vraiment un excellent cru, ce n’est pas toujours le cas chaque année. C’est le genre de suspense, vous savez, à rater votre station de métro ou à débrancher votre téléphone une fois plongé dedans et du coup on se met à espérer que Frédérique Molay en écrive beaucoup d’autres. »
Son troisième roman, Bienvenue à Murderland, un thriller à l’américaine, paraît en 2008. Les critiques sont au rendez-vous, unanimes pour dire que l’auteur jongle habilement entre réel et virtuel pour semer le doute et la terreur.
En mai 2011, Frédérique Molay publie Dent pour dent : pour la première fois depuis 1946, année de création du Prix du Quai des Orfèvres, Fayard redonne vie au héros d’un lauréat avec l’idée qu’il devienne récurrent. S’ensuivra Déjeuner sous l’herbe en mai 2012.
À l’occasion des 100 ans de la police judiciaire parisienne, en 2013, le magazine Liaisons de la Préfecture de Police publie un numéro spécial et offre une histoire du 36 quai des Orfèvres à ses lecteurs. Il réserve une place au Prix du Quai des Orfèvres et surtout au commissaire Nico Sirsky, aux côtés de Jean-Paul Belmondo, Michel Houellebecq, Bertrand Tavernier, Maïwenn.
Frédérique Molay reprend alors sa plume pour une nouvelle enquête du commissaire Nico Sirsky.
La cinquième aventure de Nico Sirsky est attendue pour octobre 2018.

## Œuvres

### Série Nico Sirsky
1. La 7e femme, éd. Fayard, 2006
- Prix du Quai des Orfèvres 2007
2. Dent pour dent, éd. Fayard, collection Fayard Noir, 2011
3. Déjeuner sous l’herbe, éd. Fayard, collection Fayard Noir, 2012
4. Copier n’est pas jouer, éd. Amazon Publishing France et Amazon Crossing États-Unis, 2017
5. Les Inconnues de la Seine, éd. Amazon Publishing France, 2018

Traduite dans plusieurs langues, la série des Nico Sirsky a largement été suivie aux États-Unis où Le French Book, éditeur new-yorkais, a publié dès 2012 les trois premiers opus – The 7th Woman, Crossing the Line, The City of Blood. Amazon Croccing est désormais la maison d’édition outre-Atlantique de Frédérique Molay et a fait paraître en 2017 Looking to the Woods.

### Autres romans
- Tueur d’innocence, Éditions de l’Armançon, 1998
- Bienvenue à Murderland, éd. Albin Michel, 2008